# 72e régiment de chars et d'automoteurs lourds de la Garde
« 200e régiment de chars lourds de la Garde » redirige ici. Pour les unités homonymes, voir 72e régiment et 200e régiment.
Le 72e régiment de chars et d'automoteurs lourds de la Garde (russe : 72-й гвардейский тяжелый танкосамоходный полк) est une unité blindée soviétique du début de la guerre froide. Créé à l'été 1945 et rattaché à la 1re division mécanisée, il est renommé 200e régiment de chars lourds de la Garde (en russe : 200-й гвардейский тяжелый танковый полк) en 1957 puis dissous en 1959.

## Historique
Le régiment (numéro d'unité militaire 52797) est créé le 4 juillet 1945 par fusion du 347e régiment d'artillerie automotrice lourde du 1er corps mécanisé et des 34e et 48e régiments de chars lourds de la Garde (ru),,,. Il hérite des décorations suivantes : titre honorifique « de Varsovie », en russe Варшавский (Varchavski), du Drapeau rouge, ordres de Souvorov et de Koutouzov.
Subordonné à la 1re division mécanisée, formée au même moment par réduction du 1er corps mécanisé, le régiment est en garnison à Döberitz, au village olympique de Berlin.
En 1957, le régiment quitte la 1re division mécanisée, et prend le nom de 200e régiment indépendant de chars lourds de la Garde. Il est rattaché aux opérations de la 26e division de chars de la Garde puis dissous en 1959.